# 普拉安
普拉安（法語：Prahins）曾是瑞士联邦西部法语区的沃州下设的一个镇。在行政上属于沃州北汝拉区管辖。普拉安的总面积为2.39平方公里。截至2008年底，总人口为127。2012年1月1日，该镇正式并入多讷洛瓦。